# Liste der Biografien/Camc
Liste der Biografien |
Portal Biografien |
Personensuche
# |
A |
B |
C |
D |
E |
F |
G |
H |
I |
J |
K |
L |
M |
N |
O |
P |
Q |
R |
S |
T |
U |
V |
W |
X |
Y |
Z |
?
 
Ca |
Cb |
Cc |
Ce |
Ch |
Ci |
Cj |
Ck |
Cl |
Cm |
Cn |
Co |
Cr |
Cs |
Ct |
Cu |
Cv |
Cw |
Cy |
Cz
 
Caa–Cag |
Cah |
Cai |
Caj |
Cak |
Cal |
Cam |
Can |
Cao–Cap |
Caq |
Car |
Cas |
Cat–Caz
 
Cama |
Camb |
Camc |
Camd |
Came |
Cami |
Camk |
Caml |
Camm |
Camn |
Camo |
Camp |
Camr |
Cams |
Camt |
Camu
Die Liste der Biografien führt alle Personen auf, die in der deutschsprachigen Wikipedia einen Artikel haben. Dieses ist eine Teilliste mit einem Eintrag einer Person, deren Namen mit den Buchstaben „Camc“ beginnt.

## Camc

### Camci
- Çamcı, Zeynep (* 1986), türkische SchauspielerinZeynep Çamcı (* 1986)

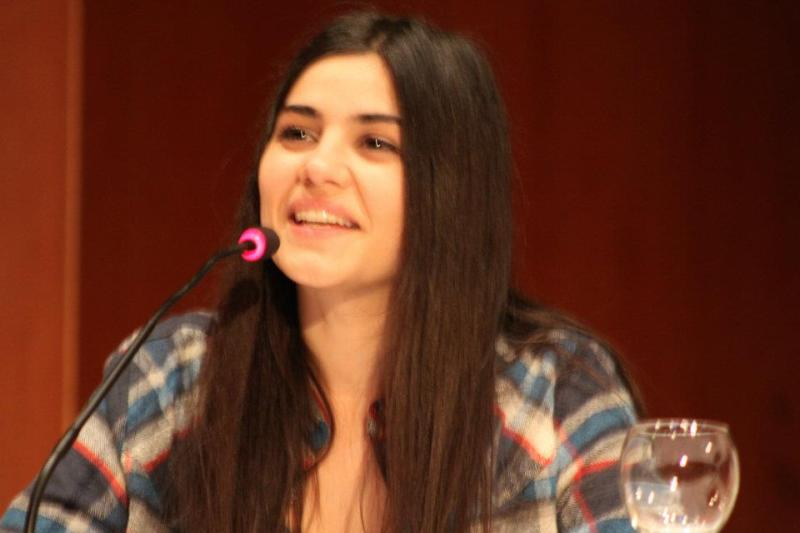
Zeynep Çamcı (* 1986)